# Serra da Grota Funda

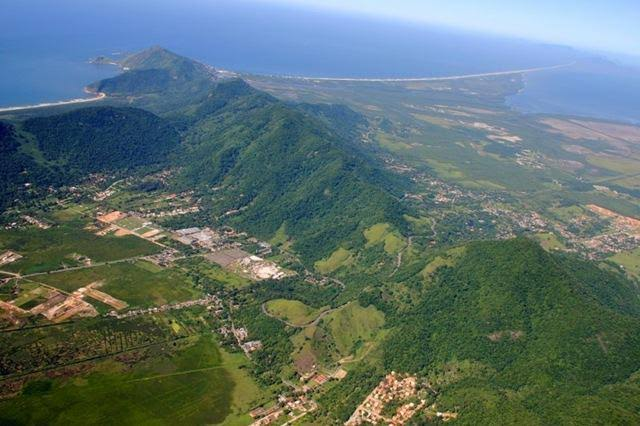
Imagem aérea da Serra da Grota Funda. À esquerda, o bairro do Recreio dos Bandeirantes, à direita, o bairro de Guaratiba.

A Serra da Grota Funda é um conjunto de morros que separam os bairros de Recreio dos Bandeirantes e Guaratiba, pertencente ao Maciço da Pedra Branca, sendo adentrado pelo túnel de mesmo nome, que estava há vários anos sem sair do papel, e agora com a TransOeste, finalmente foi construído. Com a sua construção, a Estrada da Grota Funda, cujo trajeto é situado na serra, caiu em desuso.